# Precious Pmoney
Precious Pmoney (nascido em 25 de setembro de 1995) cujo nome verdadeiro é Precious Okonkwo, é um produtor musical, filantropo e executivo de entretenimento nigeriano.

## Carreira
Okonkwo formou-se na Lead City University em 2017.   Ele possui uma carreira em produção musical e engenharia de software .
Em 2020, ele fundou uma gravadora conhecida como Pmoney Records, destinada a atender às necessidades dos artistas. He also set up an ultra modern studio to give upcoming talents room to showcase their worth in the entertainment industry.  Ele também montou um estúdio ultramoderno para dar espaço aos novos talentos para que estes possam mostrar o seu valor na indústria do entretenimento.
Ele planeia iniciar um “reality show” musical onde talentos podem ser descobertos, fomentados e promovidos.
Okonkwo ganhou 4 prémios, incluindo um "Prémio Executivo de Entretenimento" no Scream Awards de 2019.